# Avaglio (Marliana)
Avaglio è una frazione del comune italiano di Marliana, nella provincia di Pistoia, in Toscana.
È situato sul versante meridionale della Montagna pistoiese, in una posizione panoramica, al centro della testata della valle della Nievole, di fronte a Montecatini Terme e Monsummano Terme; si trova ad una altitudine di m. 750 s.l.m., quindi intermedia tra la pianura valdinievolina e le più alte vette dell'Appennino tosco-emiliano.  L'area ove sorge Avaglio è coperta da soleggiati declivi, vaste aree coltivate e soprattutto da fitti boschi, prevalentemente di castagno ma anche di acacia, cerro, abete e acero.

## Storia
Dopo il forte spopolamento montano verificatosi dalla fine della seconda guerra mondiale, i residenti sono relativamente pochi, ma nella stagione estiva il paese è meta di un discreto flusso di turisti, grazie anche alle strutture ristorative e ricettive esistenti, di ottima qualità.
Il territorio fu abitato fino dalla preistoria e poi dai liguri Friniati; A partire dal III secolo a.C., vivevano ad Avaglio coloni romani: scavi archeologici hanno riportato in luce reperti di notevole importanza nelle vicinanze del paese.
Intorno al 1330 tutte le abitazioni e il castello del piccolo comune rurale pistoiese, vicinissimo a Marliana,  furono date alle fiamme e rase al suolo durante una delle numerose guerre del Console a vita di Lucca Castruccio Castracani. Gli abitanti fuggirono a Marliana e solo in seguito (nel XVIII secolo) la chiesa di San Michele Arcangelo e il paese furono ricostruiti.

## Economia
Nei secoli scorsi l'economia di Avaglio si basava prevalentemente sulla castanicoltura e silvicoltura, sull'allevamento ovino e su poche produzioni agricole, quali patate, grano, orzo, segale, fagioli ed altri ortaggi. L'importanza rivestita dalla castanicoltura in tutto il territorio della media montagna marlianese e valdinievolina, ma in generale dell'Appennino tosco-emiliano, sia sotto l'asapetto alimentare, sia per la produzione di legna da ardere, legname da opera, paleria, miele e tannino, ha indotto molti studiosi di storia economica a parlare per questi luoghi di economia del castagno. Ancora oggi si incontra spesso nella zona il metato in pietra con cui venivano essiccate le castagne. Una certa importanza l'aveva anche la produzione di carbone di legna: era consueto nel passato imbattersi nella carbonaia fumante attorniata dai carbonai affaccendati a costruirla, ammucchiando legna, quindi a mantenerla accesa senza fiamma, poi a sommondarla ed infine ad estrarre il prodotto. Anche la raccolta dei funghi eduli forniva un reddito integrativo alle famiglie dei montanari.
Oggi l'economia di Avaglio si basa sulla silvicoltura, sul turismo, sulla frutticoltura e sulle coltivazioni di fragole e patate. Fiorente è ancora la raccolta dei funghi eduli nei boschi di castagni, cerri ed aceri che contornano il paese. Sono presenti in zona anche alcune attività artigianali e di servizio.

## Accessi
Ad Avaglio si giunge dalla strada che proviene da Ponte di Serravalle e che segue tutto l'alto corso del Nievole; oppure, da un vicinissimo bivio che si trova, subito dopo il paese di Panicagliora, sulla Strada regionale n. 533 Mammianese, che sale da Pescia e Vellano fino a Prunetta e Mammiano. Avaglio è collegato anche a Marliana.
Nei pressi del paese si trova il Fosso Acquaviva, affluente del torrente Nievole. Da Avaglio si dipartono, in mezzo a boschi lussureggianti anche di alto fusto, numerosi sentieri di trekking ben tenuti, nelle direzioni più disparate: Femminamorta e Prunetta, Casore del Monte, Panicagliora, Serra Pistoiese e Marliana.
Dal paese e dai suoi dintorni si gode uno splendido panorama, a 360 gradi: verso la pianura pistoiese, verso la Valdinievole, il Padule di Fucecchio, il Montalbano, la Piana di Lucca. In lontananza, in condizioni di cielo terso, si possono scorgere: Firenze e le sue colline, Empoli, Fucecchio, San Miniato e tutto il Valdarno inferiore, le colline intorno a Volterra e San Gimignano, il Monte Amiata, Livorno, il Monte Pisano ed anche il Mare Tirreno ed alcune isole dell'Arcipelago Toscano.